# Bicuspidon
A Bicuspidon a Polyglyphanodontia gyíkok egy kihalt neme, amely Észak-Amerika, Európa és Afrika késő krétakorából ismert. Két faj, a B. numerosus és a B. smikros a Utahban található cenomani korszakból származó Cédrus-hegység formációból illetve a Naturita formációból lett leírva. Míg a B. hatzegiensis a romániai maastrichti korból származó Sânpetru formációból, a B. hogreli pedig a marokkói Kenoman Kem Kem-Beds-ből eredeztethető. Egy meg nem határozott taxon, amely szorosan kapcsolódik a B. hatzegiensishez, amelyet B. aff. a hatzegiensis-ként neveznek a magyarországi szantoniai Csehbánya formációból ismert. A fogazat heterodont elrendezésű, kúpos elülső fogakkal és keresztirányú orientációjú biscuspid hátsó fogakkal.

## Fordítás
Ez a szócikk részben vagy egészben  a   Bicuspidon című angol Wikipédia-szócikk ezen változatának fordításán alapul.  Az eredeti cikk szerkesztőit annak laptörténete sorolja fel. Ez a jelzés csupán a megfogalmazás eredetét és a szerzői jogokat jelzi, nem szolgál a cikkben szereplő információk forrásmegjelöléseként.